# Lindesheim
Lindesheim ist eine Wüstung in der nordöstlichen Pfalz (Rheinland-Pfalz). Die bäuerliche Ansiedlung wurde bereits im Mittelalter von den wenigen Einwohnern, deren Zahl nicht überliefert ist, verlassen.

## Geographie
Das kleine Dorf lag zwischen dem Pfälzerwald im Westen und der Rheinebene im Osten am Südosthang des 165 m ü. NHN hohen Wörschbergs links des Floßbachs zwischen den 1,3 bzw. 1,5 km entfernten Ortskernen der heutigen Ortsgemeinden Obersülzen (westlich) und Dirmstein (südöstlich). Wie diese würde es heute zum Leiningerland zählen.
In der Nähe sind zwei Naturdenkmale ausgewiesen: etwa 600 m östlich, unterhalb am Floßbach, das Chorbrünnel, etwa 700 m südöstlich die Wörschberger Hohl.

## Geschichte
Lindesheim gehörte besitzrechtlich zum damaligen Bistum Worms, das es den Grafen von Zweibrücken zu Lehen gab. Graf Walram I. von Zweibrücken und sein Bruder Eberhard verkauften die Ortschaft 1298 an das Wormser Kloster Maria Münster.
Das Dorf ging um 1350 vollständig unter. Hierzu überliefert der Volksmund eine Sage, die in Zusammenhang mit der Geschichte der Dirmsteiner Glocken steht und in der von einer angeblichen Glocke namens „Susann“ die Rede ist. Die Sage ist allerdings kein Beleg dafür, dass Lindesheim tatsächlich ein Gotteshaus besaß.
Nach der untergegangenen Ortschaft sind die Lindesheimer Straße im Nordwesten von Dirmstein sowie die gleichnamige Straße im Südwesten von Offstein benannt.